# Altes Rathaus, Berlin

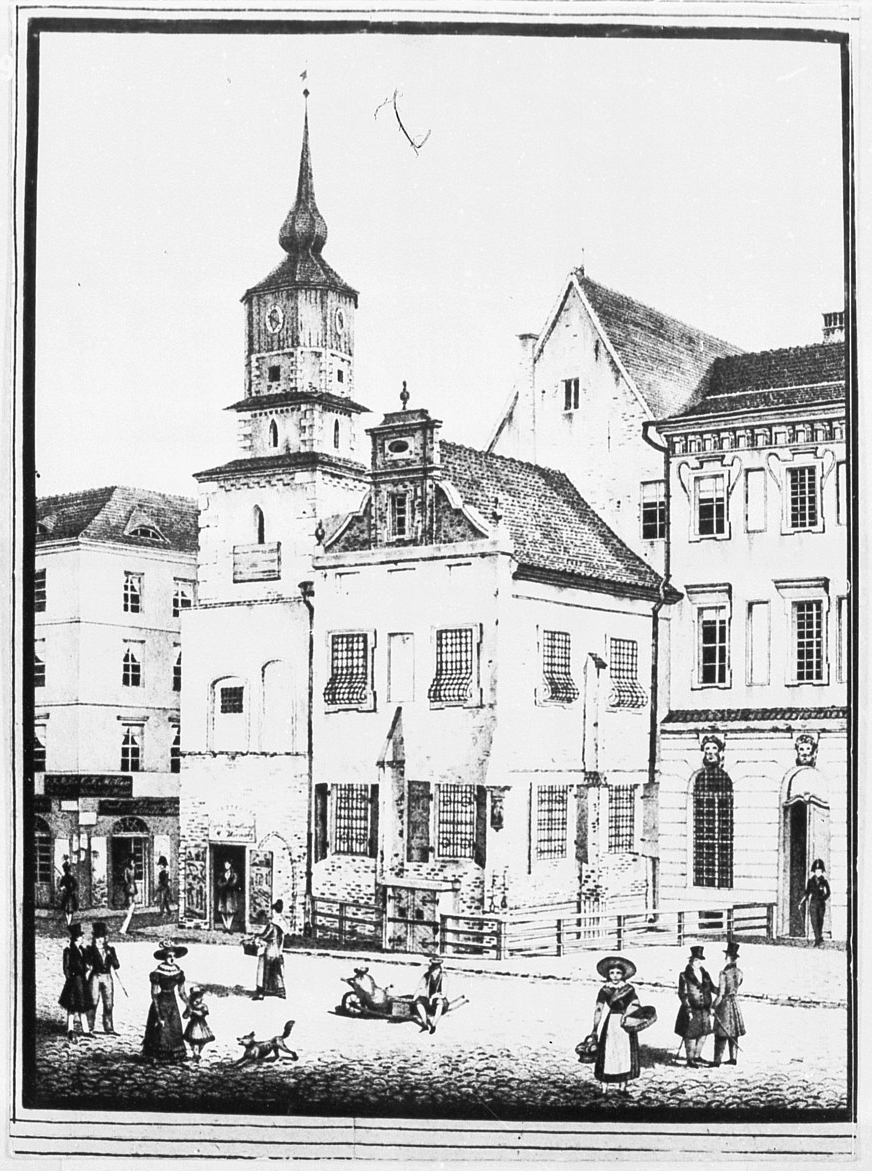
Rådhusbyggnaden före 1819.

Altes Rathaus var det gamla rådhuset i Berlins medeltida stadskärna. Byggnaden var belägen i korsningen Spandauer Strasse/Königstrasse (nuvarande Rathausstrasse), strax framför den nuvarande rådhusbyggnaden Rotes Rathaus, och fungerade som Berlins rådhus från omkring 1270 till 1860-talet, då det nya rådhuset uppfördes. Byggnaden ovan jord revs och flyttades delvis 1865, men källar- och grundrester finns bevarade.

## Historia

### Rådhuset
Det är inte klarlagt var det allra första rådhuset i Berlin låg under 1200-talet, men möjligen fanns en sådan byggnad vid Berlins äldsta torg, Molkenmarkt. Efter att staden utvidgats kom ett nytt rådhus att anläggas vid korsningen av de två stora genomfartsvägarna genom staden, Spandauer Strasse och Königstrasse. Byggnadens äldsta delar är daterade till omkring 1270.
Den egentliga rådsbyggnaden var en tvåvåningsbyggnad. Bottenvåningen försågs med gotiska kryssvalv omkring 1320 och i denna våning hölls tygmarknad. I övervåningen hade Berlins råd, vävar- och köpmannagillena sina sammankomster.
Under de stora stadsbränderna i Berlin 1380, 1484 och 1581 kom delar av rådhusets byggnader att skadas, men rådhuset byggdes alltid upp igen. År 1692 till 1695 genomfördes en större utvidgning efter ritningar av den kurfurstliga byggmästaren Johann Arnold Nering, då de äldre byggnadsdelarna försågs med barockfasader och en helt ny barockflygel uppfördes mot Spandauer Strasse. Dessutom byggdes den äldre byggnadsdelen på och taket breddades.

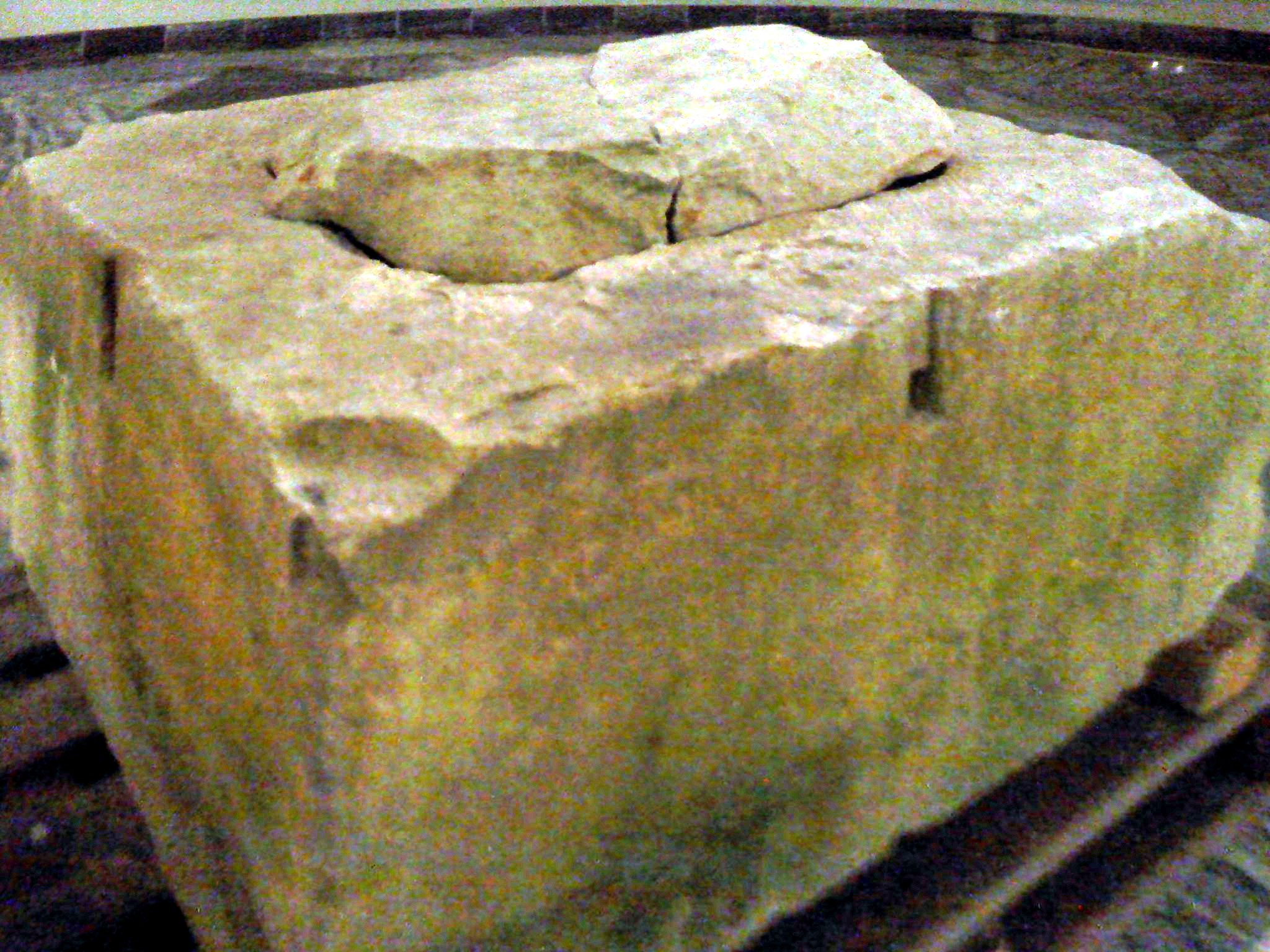
Ihålig grundsten från 1690-talet.

Den första grundstenen för barockflygeln lades 23 april 1692, med ett 750 kg tungt sandstensblock som gjorts ihåligt och försetts med en passande utmejslad täckplatta. Stenen är idag utställd på Ephraim-Palais efter att ha hittats vid förarbeten för anläggandet av tunnelbanelinjen U5:s förlängning 2010. Arkeologer och historiker drog efter omfattande undersökningar slutsatsen att grundstenen tillverkats på 1600-talet och att den redan hittats en gång i samband med byggandet av Rotes Rathaus på 1860-talet. De tidsdokument som bevarats i grundstenen avlägsnades troligen vid detta tillfälle och omhändertogs av stadens dåvarande styre innan stenblocket deponerades i källaren på den medeltida byggnadsdelen.

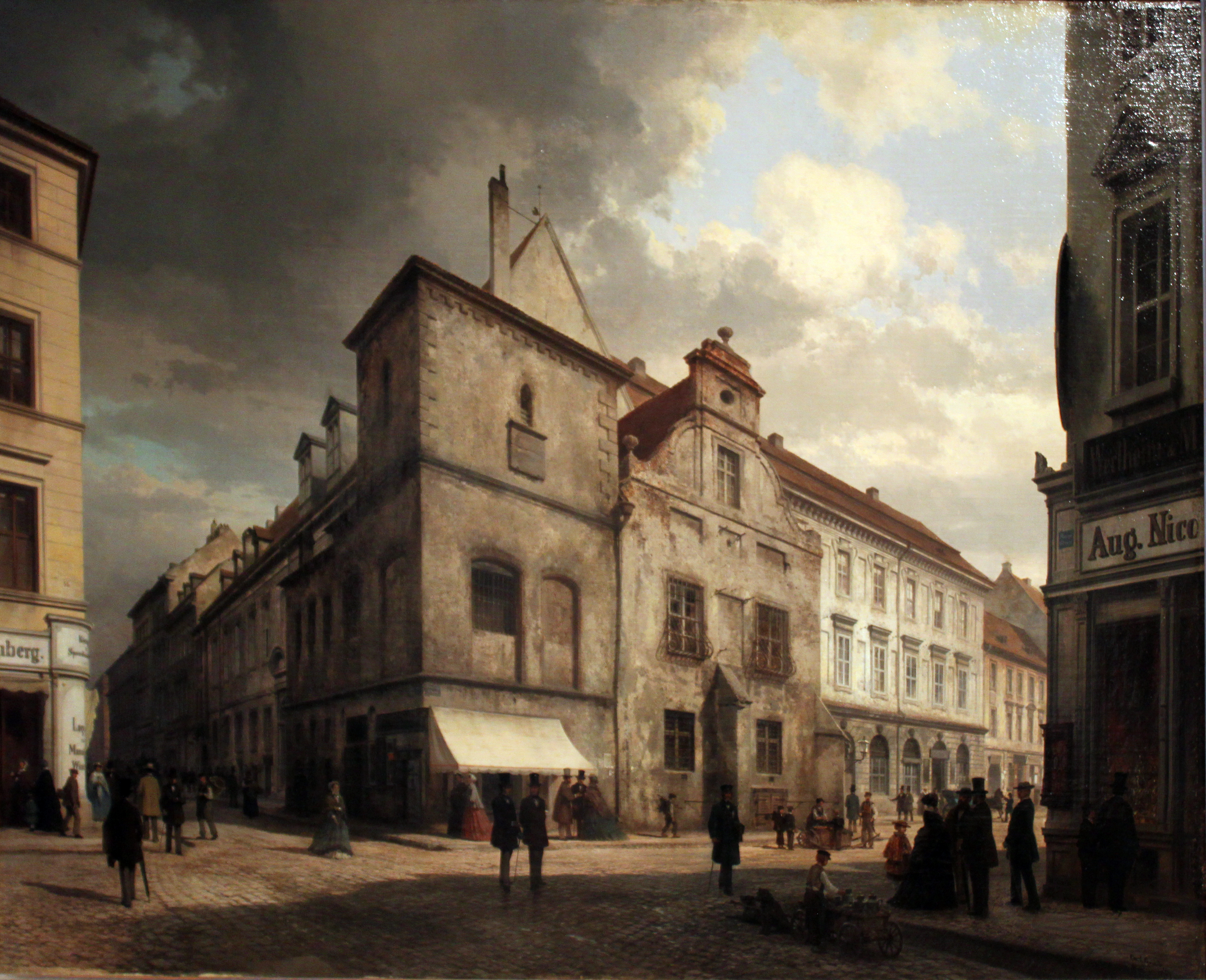
Berlins gamla rådhus. Målning av Carl Graeb från 1867.

I början av 1800-talet var rådhuset synbart förfallet. Först revs tornspiran och därefter tornets underdel 1819, då tornet stod intill en kraftigt trafikerad korsning och det ansågs nödvändigt att bredda gatan på denna plats. Königstrasse (nuvarande Rathausstrasse) fungerade som paradgata fram till slottet, då det var denna väg som Preussens kungar ofta tog till slottet vid intåg i Berlin från nordost. För 1800-talets Berlinbor ansågs det relativt blygsamma rådhuset omodernt och ovärdigt en växande storstad, så att även de medeltida gamla rättsvalven ut mot gatan måste vika. 
Det nya rymliga rådhuset, Rotes Rathaus, anlades på en stor tomt bakom det gamla rådhuset. Det gamla rådhuset bevarades under början av byggtiden, men efter att den andra byggnadsetappen påbörjats 1865 revs även alla delar av det förfallna gamla rådhuset över jord. Grunden, källaren och delar av tyghallen bevarades och fylldes igen. Protester från allmänheten och forskare gjorde att man valde att bevara dessa byggnadsdelar istället för att helt schakta bort dem. 
Under Östtyskland förstördes omkring en tredjedel av de bevarade valven i samband med fjärrvärmearbeten under Rathausstrasse.

### Sidobyggnader

#### Berliner Gerichtslaube

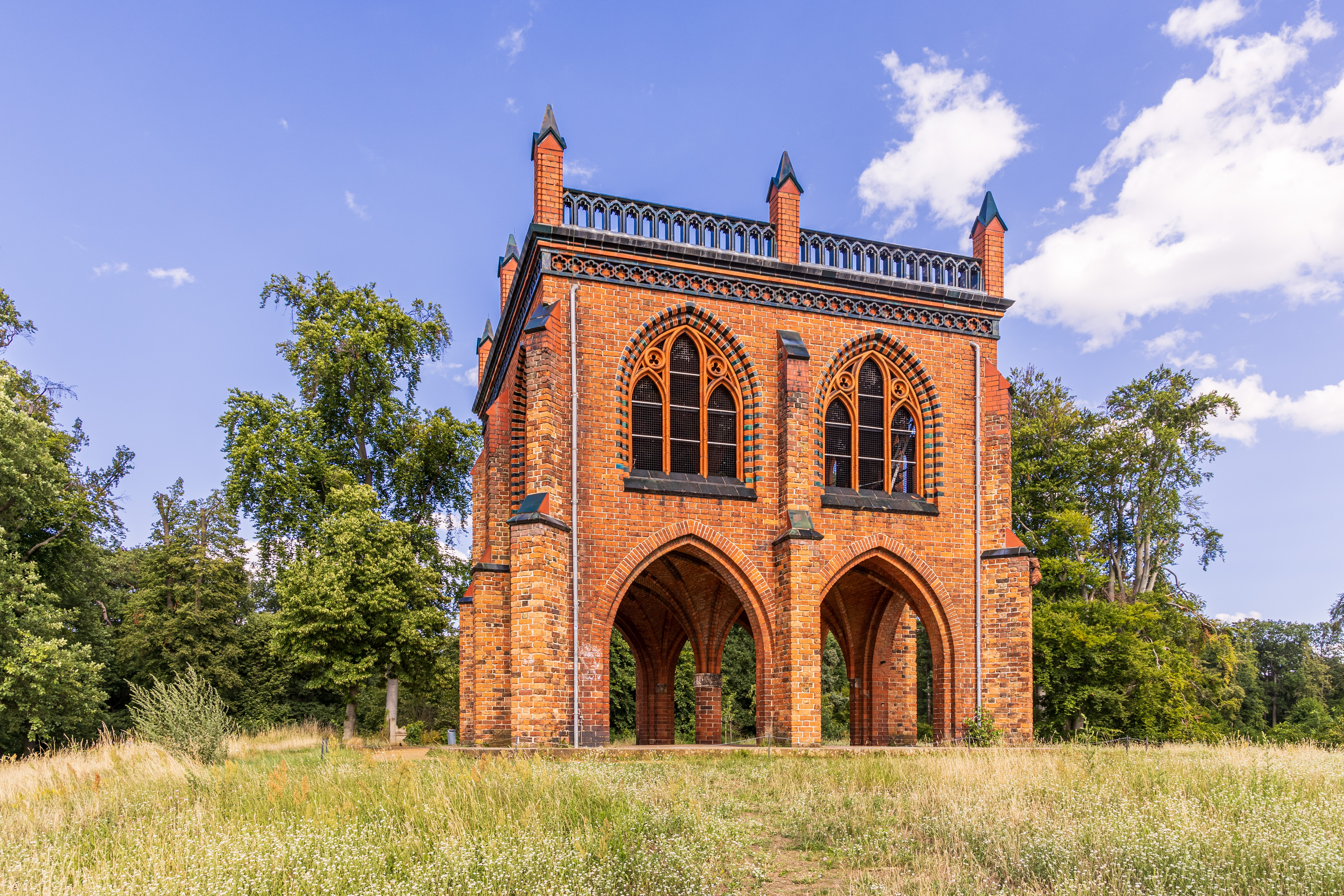
De medeltida originalvalven där tidigare Berlins rättsförhandlingar hölls flyttades på 1870-talet till Babelsbergparken i Potsdam, där de rekonstruerades i gotisk stil.

Vid gathörnet låg stadens Gerichtslaube, rättsvalv, i gotisk stil. Byggnadsdelen bildade en utskjutande arkad i linje med byggnadens undervåning. Här hölls stadens domstolsförhandlingar. Vid valven fanns en straffstock med en relief i form av ett fågelhuvud med mänskligt ansikte, samt en bänk för de åtalade, en så kallad "Arme-Sünder-Bänkchen". Bottenvåningen hade öppna sidor, så att arkaden var fritt tillgänglig, en arkitektonisk detalj som kommer sig av att rättsförhandlingarna i stadens råd skulle hållas offentliga för stadens borgare och inte bakom stängda dörrar. I samband med att denna del av byggnaden revs på 1860-talet sparades materialet och donerades till kungen av Preussen, Vilhelm I. En rekonstruktion av valven där stora delar bevarats i original uppfördes därefter i nygotisk stil efter ritningar av Heinrich Strack i slottsparken i Babelsberg i Potsdam.
I samband med Berlins 750-årsjubileum och anläggandet av det rekonstruerade Nikolaiviertel under 1980-talet uppfördes en kopia av valven som de såg ut i sin barocka utformning på Poststrasse i närheten av Nikolaikirche. Byggnaden inrymmer idag krogen Zur Gerichtslaube.

#### Klocktornet
Under 1400-talet uppfördes ett klocktorn i renässansstil framför rådhuset, för att inhysa stadens officiella ur.

## Återupptäckandet av byggnadsrester och debatt kring bevarandet

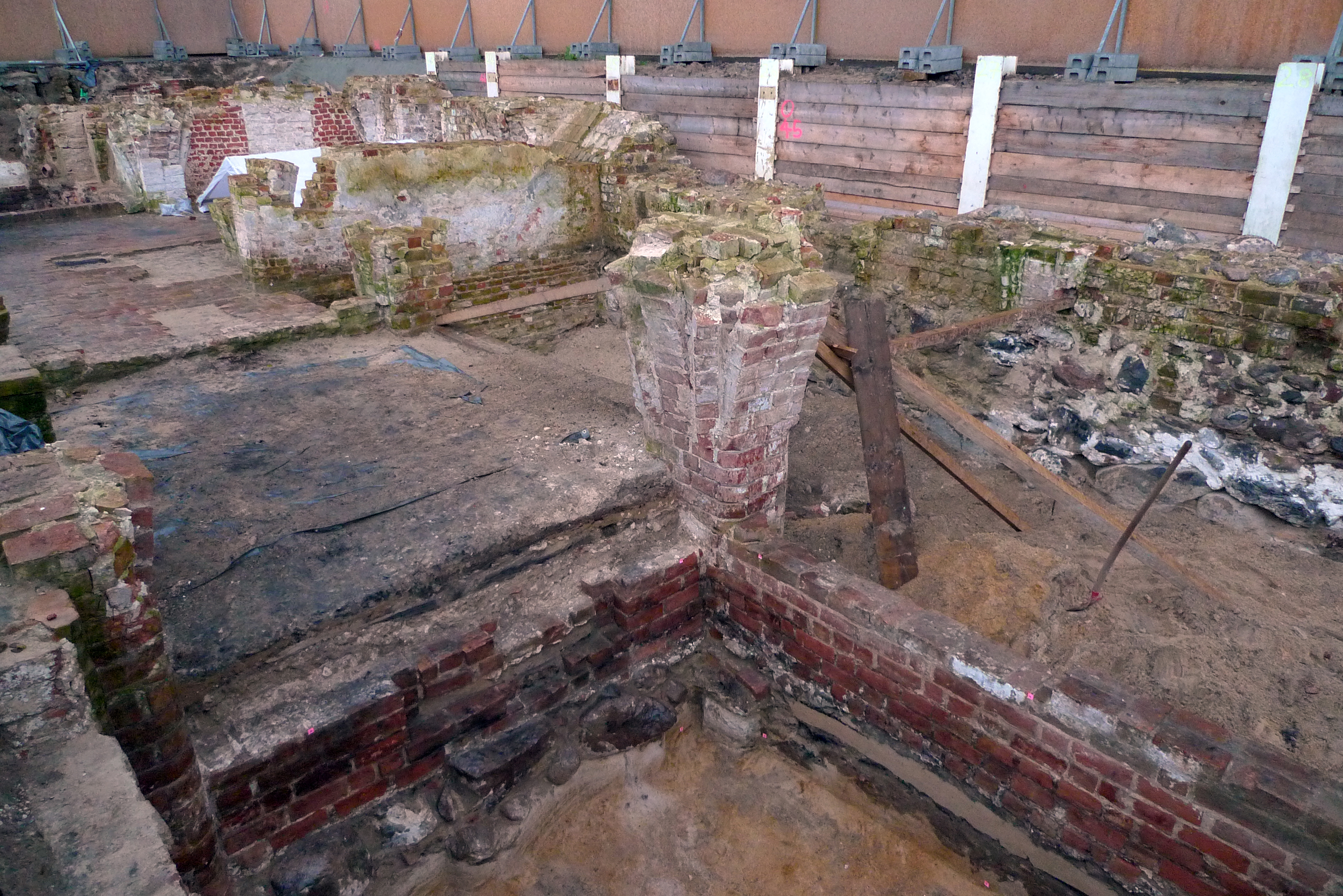
Utgrävningarna av det gamla rådhuset, 2010.

I samband med att tunnelbanelinjen U5 skulle förlängas västerut från Alexanderplatz upptäcktes sommaren 2010 byggnadsrester från det gamla rådhuset inklusive den ovan nämnda grundstenen. Framförallt i tyghallen, som mäter omkring 18 gånger 39 meter, finns valven till mer än hälften bevarade och här gjordes många arkeologiska fynd av medeltida vardagsföremål. Även rester av rättsarkaden och klocktornet frilades. Fynden lades tillfälligt i lager. Delar av fynden sparades för en framtida utställning i tunnelbanestationen Rotes Rathaus, vars läge framför det nuvarande rådhuset och utformning anpassades för detta syfte. 
Formen för bevarandeåtgärdena var omdebatterad. Medan den dåvarande stadsbyggnadschefen Regula Lüscher ville se en friare tolkning av de gotiska valvens arkitektur, fanns samtidigt grupper av Berlinbor, historiker och arkitekter som ville flytta tillbaka den rekonstruerade medeltida byggnaden till sin ursprungliga plats och åtminstone delvis rekonstruera de medeltida valven till sin fulla höjd.